# IBM Global Services
Pour les articles homonymes, voir GBS et GTS.
IBM Global Services (Global Services) est une Société de services en ingénierie informatique (SSII) aussi appelé entreprises de services du numérique (ESN) fondée en 1991 sous la direction d'International Business Machines Corporation (IBM).
Global Services possède deux divisions majeures : Global Business Services (GBS) et Global Technology Services (GTS).
IBM Global Services a fusionné avec la Compagnie Générale d'Informatique (CGI), compagnie française en juillet 1993.
En 2006, cette division d’IBM regroupait plus de 11 000 collaborateurs en France.